# Li Ming (1975)
Li Ming (李明S, Li MíngP; Qingdao, 4 maggio 1975) è un ex calciatore cinese, di ruolo difensore.